# Terremoto di Tabriz del 1721
Il terremoto di Tabriz del 1721 si verificò il 26 aprile, con un epicentro vicino nella città di Tabriz, in Iran.

## Danni
Il terremoto rase al suolo circa tre quarti della città, comprese molte importanti moschee e scuole della città e provocò la morte di decine di migliaia di persone. Il numero totale di vittime è stimato tra gli 8 000 e i 250 000; molto probabilmente è di circa 80 000.
Nel momento in cui si è verificò, il terremoto fu comunemente interpretato come un presagio di sventura o una dimostrazione di ira divina. La distruzione causata dal terremoto fu un fattore significativo nella conquista ottomana di Tabriz nel 1722, oltre a contribuire alle difficoltà economiche di Tabriz durante quel periodo. Causò inoltre la distruzione di alcuni importanti monumenti storici della città. I resoconti del terremoto sono spesso confusi con le descrizioni del terremoto di Tabriz del 1727.